# EuroEyes
EuroEyes ist eine Klinikgruppe, die sich auf die Korrektur von Fehlsichtigkeiten spezialisiert hat.
Die Klinikgruppe deckt von Augenlaserbehandlungen über Linsenimplantationen sowie Netzhautchirurgie bis zur Operationen an der Hornhaut das gesamte Leistungsspektrum der refraktiven Chirurgie ab. Ein Schwerpunkt liegt auf der operativen Korrektur von Alterssichtigkeit.

## Unternehmensprofil
EuroEyes betreibt weltweit 27 Standorte. Das Unternehmen hat seinen Hauptsitz in Hamburg. Die 17 deutschen Standorte sind im gesamten Bundesgebiet verteilt. EuroEyes zählt nach eigenen Angaben zu den größten selbstständigen Klinikgruppen für Augenlaser- und Linsenchirurgie in Deutschland. Die Standorte im Ausland befinden sich in Dänemark sowie China. Im chinesischen Standort sind 15 Mitarbeiter tätig, etwa die Hälfte von ihnen sind Deutsche. Das Investitionsvolumen beträgt circa vier Millionen Euro. Insgesamt beschäftigt das Unternehmen in Deutschland, Dänemark und China rund 160 Mitarbeiter. Die Ärztliche Leitung und Geschäftsführung obliegt Jørn S. Jørgensen.
EuroEyes ist Mitglied und Mitbegründer des Verbandes der Spezialkliniken Deutschlands für Augenlaser und Refraktive Chirurgie (VSDAR).
EuroEyes besitzt als 100%ige Tochter die Augenlasermarke Lasik Germany. Diese berät zwar in den eigenen Räumen, operiert jedoch in den EuroEyes-Kliniken auf demselben Service-Standard.

## Geschichte
Das Unternehmen wurde 1993 von Jørn Slot Jørgensen in Hamburg gegründet. Im Gründungsjahr 1993 wendet das Unternehmen als erste Klinik in Hamburg die damals neue Laser-in-situ-Keratomileusis (LASIK) an. 1998 führte EuroEyes in Hamburg die Implantation von sogenannten Phake-Linsen (ICL) ein. Dies sind Kunstlinsen, die zusätzlich zur natürlichen Linse implantiert werden. Als erste Klinikgruppe in Deutschland verwendet EuroEyes 2004 den Femtosekunden-Laser. 2011 setzte EuroEyes den LenSx-Laser als eine der ersten Klinikgruppen in Norddeutschland zur Behandlung des Grauen Stars und der Alterssichtigkeit ein. Dieser Laser ist der erste Femtosekunden-Infrarot-Laser, der in der refraktiven Linsenchirurgie zum Einsatz kommt.
Im April 2013 eröffnete EuroEyes einen Standort in Shanghai. In China wurden bis 2017 vier Standorte eröffnet.

## Standorte
•	Aalborg
•	Aarhus
•	Augsburg
•	Berlin
•	Bremen
•	Dortmund
•	Dresden
•	Düsseldorf
•	Esbjerg
•	Frankfurt am Main
•	Guangzhou
•	Hamburg (2×)
•	Hannover
•	Herning
•	Kopenhagen (2×)
•	Leipzig
•	Lübeck
•	München (2×)
•	Oberhausen
•	Oldenburg
•	Peking
•	Stuttgart
•	Shanghai
•	Shenzhen